# Айдзу Яічі
Айдзу Яічі (яп. 会津 八一, 1 серпня 1881 – 21 листопада 1956) – японський поет, каліграф і історик.

## Біографія
Яічі народився в районі Фурумачі в Ніігата, Ніїгата, і був почесним професором стародавнього китайського та японського мистецтва в Університеті Васеда. Він зосереджувався переважно на буддистському мистецтві епох Аска та Нара.
У 1926 році він виступив за створення музею історії мистецтва в Університеті Васеда, і зрештою зібрав величезну кількість робіт. У 1951 році він отримав другу премію Йоміурі. 